# Corralejo

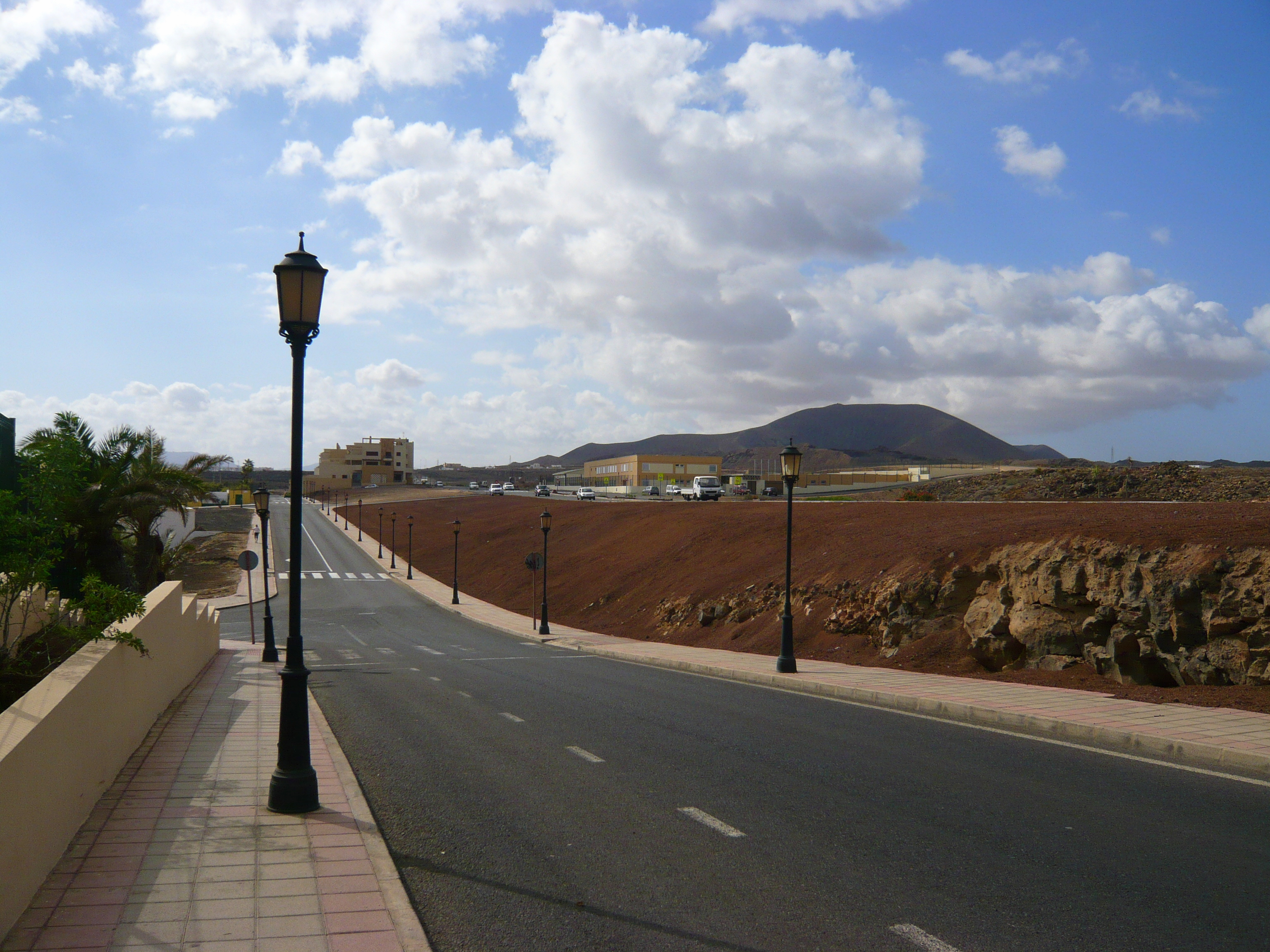
Droga w Corralejo

Corralejo – miasto w Hiszpanii na północnym krańcu wyspy Fuerteventura (Wyspy Kanaryjskie).
Corralejo leży na powierzchni około 2,5 km², co czyni je największym ośrodkiem wypoczynkowym wyspy. Plaże miejskie są położone w zatoczkach i ograniczone skałami wulkanicznymi. W mieście znajduje się Park Wodny (Baku Family Park) oraz stadion piłkarski. W pobliżu znajdują się piaszczyste wydmy, na których w 1982 roku utworzono Park Narodowy.
Corralejo przeszło transformacje z malutkiej wioski rybackiej w jeden z najbardziej znanych kurortów turystycznych. W północnej części pozostało tradycyjne miasteczko rybackie z odrestaurowanym wiatrakiem stojącym w centrum. Większość zabudowań znajduje poza starą częścią miasta.
Corralejo posiada regularne połączenia promowe na Lanzarote i Los Lobos.